# スカーレット (小説)
『スカーレット』（英: SCARLETT :The Sequel to Margaret Mitchell’s GONE WITH THE WIND）は、アレクサンドラ・リプリーの長編小説で、マーガレット・ミッチェル『風と共に去りぬ』の続編である。日本語版の翻訳は、森瑤子が担当した。

## 概要
1936年の出版以来、世界的に読み継がれている長編歴史小説『風と共に去りぬ』の続編作品で、主人公スカーレット・オハラとレット・バトラーの“その後”を描く。著者であるマーガレット・ミッチェルが続編を書こうとしなかったので、ミッチェルの相続人たちが続編の企画を発表すると、大きな期待が寄せられた。執筆者にはアレクサンドラ・リプリーが選ばれ、1991年9月、『スカーレット』が刊行された。世界的なベストセラーとなったが、作品自体に対する当時の世評は厳しいものがあった。
1994年、テレビドラマ化され、1996年、日本で舞台化された。

## 出版までの経緯

### 執筆者の選考
マーガレット・ミッチェルの小説『風と共に去りぬ』は、1936年の出版以来、世界中で売れ続け、「これを上回るのは聖書しかない」といわれることもあるほどだった。そして、深い余韻を残す結末を迎えた主人公のスカーレット・オハラとレット・バトラーの“その後”に、多くの読者が気をもんだ。だが、『風と共に去りぬ』を完結した物語と考えていたマーガレット・ミッチェルは、何度勧められても、続編の筆を執ることはなく、1949年、交通事故で急逝してしまった。
マーガレットの死後、『風と共に去りぬ』の著作権は、夫ジョン・マーシュ（John Marsh）、兄スティーブンズ・ミッチェル（Stephens Mitchell）を経て、1983年、スティーブンズの子ども（つまり、マーガレットの甥にあたる）であるジョー・ミッチェル（Joe Mitchell）とユージェン・ミッチェル（Eugene Mitchell）に相続された。
相続人たちは、2011年に『風と共に去りぬ』の著作権が切れた後、誰もが続編を競って書き始める状況が現出するのを危惧した。悪くすると、南北戦争の仇敵である北部出身者や三流の作家が、続編を書いてしまう惧れがある。アン・エドワーズのような実例もあった。このような懸念から、相続人たちは先手を打って続編の出版を企画、執筆者を公募した。10人以上の作家がこれに応募し、1986年、弁護士よりなる選考委員会により、レット・バトラーと同じチャールストン出身のアレクサンドラ・リプリーが選ばれた。

### 続編の執筆
アレクサンドラ・リプリーが『風と共に去りぬ』を初めて読んだのは、13歳のときであった。その時は、スカーレット・オハラよりもメラニー・ウィルクスの性格に惹かれたという。
続編の執筆者に選ばれると、アレクサンドラ・リプリーは準備に念を入れた。執筆にあたって彼女は、少なくとも2つのこと、すなわち、マーガレット・ミッチェルに対する義務として登場人物の性格を変えないことと、『風と共に去りぬ』を愛読してきた多くの読者のために自分の作品を書くことを心掛けたと、のちに日本人のインタビューで語っている。
準備のために、彼女が『風と共に去りぬ』を読み返した回数は、5回とも6回ともいわれる。マーガレット・ミッチェルの文体を把握するために、『風と共に去りぬ』を200〜300ページにわたり手書きで写した。小説の舞台となるアトランタ、チャールストン、サバンナ、アイルランドを訪ね歩き、100年以上前の資料も調査した。また、続編の内容が漏れないように気を配った。うっかり口を滑らさないように、マスコミには一切会わなかった。資料が散乱している自宅へは、友人さえも招き入れなかった。
『スカーレット』の完成には5年（ただし、最初の1年は著作権上の問題に費やされた）かかったが、原稿完成後も順調に事は運ばなかった。原稿を読んだ編集担当者は「歴史の細部に拘りすぎて売れない」と考えたので、出版には至らなかった。その後、その編集担当者が交代したので、原稿完成から1年が経過して、ようやく出版の運びとなった。

### 大ベストセラーに
1991年9月25日、『スカーレット』が発売された。読者の期待は相当なもので、アメリカでは発売前の予約だけで100万部に達した。書店や図書館には、いつ『スカーレット』が届くのか問い合わせが続出した。発売を前にして、アトランタのある書店前には、200人もの客が徹夜の行列を作った。
『スカーレット』が発売されると、たちまち売り切れ店が続出した。配給元の在庫も尽き、いったん受けた注文をやむを得ずキャンセルする書店もあった。発売初日だけで25万部が売れたという。著者であるアレクサンドラ・リプリーも一躍、時の人となった。発売4日目の9月28日、南部アトランタでのスーパーマーケットでサイン会が催されたが、大勢の人が詰め掛け、予約客だけで6,000人に達し、3時間のサイン会では処理しきれないほどだったという。
『スカーレット』は、アメリカ、イギリス、フランス、ドイツ、イタリアなど世界各地で同時に出版された。世界中で売れ続け、数百万部にのぼる大ベストセラーとなった。

## あらすじ
小説は4部構成で、第一部「闇の中で」（第1 - 9章）、第二部「大博打」（第10 - 32章）、第三部「新しい出発」（第33 - 46章）、第四部「タラの丘」（第47 - 89章）となっている。

### 第一部「闇の中で」
『風と共に去りぬ』のその後、夫であるレット・バトラーと疎遠になったスカーレットが、義妹でありアシュレ・ウィルクスに恋していた頃のライバルであるメラニー・ウィルクスの葬式に出席したところから始まる。スカーレットはレットがいなくなり、傷心でタラへ向かうとスカーレットが生まれた時からの頼みの綱であるマミーが危篤の状態であった。スカーレットは自身がそこにいることを知ると来ないであろうレットに、妹スエレンの夫ウィル・ベンティンの名でマミーの危篤を電報で知らせた。マミーは死に際にレットにスカーレットの面倒を見ることを誓わせた。レットはそう誓ったが、そうするつもりはなかった。マミーの死後、レットとスカーレットは口論になり、レットは去りスカーレットはアトランタの家に戻りレットに戻ってきてもらうことを決意する。

### 第二部「大博打」
スカーレットはレットに早く戻ってきてほしくて、レットの家族を訪問するためにチャールストンへ向かい、彼の母を味方につけて彼を追い込むこととした。しかし彼は川の上流にある伝来の古いプランテーションに身を隠した。スカーレットはレットにせがんでヨットに乗ったがひどい嵐で転覆した。船が難破している間、レットは陸に着くまでスカーレットが眠ってしまわないようにした。スカーレットとレットは島に着くまで泳ぎ、砂丘のくぼみに避難し洞窟で結ばれた。レットが言った「おお、おれのダーリン、きみを失ったかと思った。おれの愛、おれの命…」という言葉をスカーレットはどういう意味だったのかを考えたが、レットは後で「命からがら生き残った男はそうしたいと思うものだ。男はそうしておかしなことを言ったりするものだ。」と、さきほどの言葉に大きな意味をなさないこと、彼はもう彼女を愛していないことを告げた。彼はアヘン中毒に例えて彼女によって『自分自身』を再び失うことを恐れて外へ出て行った。無事にチャールストンのレットの母の家に戻るとレットからの置き手紙があり、彼は危機に直面した時の彼女の勇気に感心しながらも二人の関係は修復されず、もう二度と彼女と会わないことを告げていた。
スカーレットの体力が回復すると、サバンナにいる母方の祖父の誕生会のために叔母であるポーリンとユレーリと共にチャールストンを離れることにした。彼女は敬愛する義母に急いで手紙を書いてレットの妹のローズマリーに託したが、彼女はそれを燃やしてしまった。(ローズマリーはレットとスカーレットのやり取りを聞いたことがあり、兄の裏の顔を知り不信感を抱いた。しかしレットはローズマリーに、スカーレットをもはや愛していないこと、そして彼女を避けなければ再び彼女を愛してしまうかもしれないことなど、二人の結婚生活の全てを話した。)

### 第三部「新しい出発」
スカーレットは母方の家族の思いに反して、父方のオハラ家と繋がりを持つようになった。スカーレットの母方の祖父は、スカーレットが父方の親戚との関係を絶ち、祖父の最期を看取るならば全財産を遺すことを提案した。スカーレットはこれに激怒して断り、祖父の家を飛び出していとこのジェイミーの家に転がり込んだ。その後すぐにアイルランドから別のいとこで神父のコラムがきた。そしてスカーレットは彼と共にアイルランドへ行くこととなった。この時、スカーレットはレットの子供を身ごもっていることに気付いたが、このことを隠しておくことにした。

### 第四部「タラの丘」
スカーレットはアイルランドで、彼女の祖母であり父ジェラルドの母である老ケティ・スカーレットなどの親族たちに温かく迎えられた。ある日コラムと市内を散策している時に、昔イギリス人に侵略された城壁に囲まれたオハラ家の土地バリハラの古い屋敷を見た。スカーレットはそこにほどほどの興味を持っていた。レットからの離婚通知が届くまでは。スカーレットはすぐにアメリカへ経つ計画をしたが、それ以上に悪い知らせ、レットがチャールストンのアン・ハンプトンというメラニー・ハミルトンに似た女性と結婚したと聞いて気絶した。かつてないほどの傷心と自責の念にかられスカーレットはアイルランドに残ることになった。彼女は弁護士を雇い、彼女の持分である父のプランテーションのタラの三分の二を息子のウェード・ハミルトン(最初の夫でメラニー・ウィルクスの兄弟であるチャールズ・ハミルトンとの息子)に譲渡し、アイルランドに住みアイルランドの彼女の親戚を喜ばせるためバリハラを買い戻すことにした。彼女といとこのコラムは周囲に離婚したと真実を言うのではなく、彼女の夫は病死して未亡人となったということにした。
バリハラはゆっくり復興し、スカーレットは待望の赤ん坊が女の子であることを祈り、良い母親になることを誓った。彼女はアイルランド人の誇りとよく働いて収益を上げたことで村人たちや親戚たちから尊敬された。彼女は『ザ・オハラ』という一族の長の名を与えられた。
嵐のハロウィンの夜に彼女は破水した。女中頭のミセス・フィッツパトリックと、コラムが連れてきた産婆はどうすることもできず、スカーレットは瀕死の状態になった。しかし幽霊が化けて出ると言われる塔のそばに住む賢女カイリャハが突然やってきて彼女を救った。帝王切開は成功したが腹部に損傷が残った。スカーレットはもう子供が生めない体となったのだ。生まれた赤ん坊は女の子でレットのような黒い肌をしていたが、青い瞳は次第にスカーレットのような緑の瞳になっていった。愛と感謝に満たされ、スカーレットは赤ん坊にケティ・コラム・オハラと名付け、緑の瞳にちなみ猫を意味する『キャット』と呼ぶことにした。追い出された産婆は魔女のカイリャハがスカーレットから健康な男の子を取り出したが女の子と取り替えたという噂を流した。これらの噂はハロウィンに生まれたことにより一層不安感を与えた。
スカーレットがバリハラに住むようになって、アメリカに行った際のボストンへの船の上など何度もレットに偶然会うようになり、狩りに出掛けた一週間後に彼女はまだ彼を愛していることに気付いた。彼はまだ自分の子供が生まれたことを知らなかった。彼は舞踏会で彼女を捜し出し、その時の仕草でスカーレットは彼がまだ彼女を愛していることを確信し、彼女もまた彼を愛していた。
ヨーロッパの富裕層の一人であるフェントン伯爵がスカーレットに熱心に求婚したが、あまりいい意図ではなかった。彼はスカーレットにキャットのような強い精神力と恐れを知らない彼の子を生んでほしかった。また、彼の持つアダムスタウンと隣接するスカーレットの持つ土地の統合を計画した。この統合した土地は彼らの死後に、将来生まれるはずの息子に引き継がれるが、キャットには称号が与えられあらゆる物が手に入る。彼の傲慢さに怒り、スカーレットは拒絶し、彼女の家から出て行くように言った。彼は笑って彼女に考えが変わったら連絡をくれるように言った。スカーレットは例年通りパーティと狩りのためにダブリンに出掛けた。彼女はアンがレットとの第二子を妊娠したと聞いて、フェントン伯爵と結婚することを決めた(第一子は流産していた)。競馬場でこのニュースを聞いたレットはひどく酔っ払い、彼女を侮辱した。スカーレットは、アンが熱により亡くなり赤ん坊も誕生後4日で亡くなったことを共通の友人から聞き、レットが彼女を探しにくると思って急いでバリハラに戻った。彼女はイギリスへの反乱を画策しているアイルランド人グループであるフェニアン団のリーダーのコラムを逮捕する令状を持ったイギリス人を見つけた。コラムは殺害され、ミセス・フィッツパトリックはコラムの復讐のためイギリス人の武器庫に火をつけた。村人たちはスカーレットがイギリスに味方したと考え、彼女の家を焼き払った。レットが彼女を助けに来て、一緒に逃げるよう説得した。スカーレットは行かずに「キャット!キャット!どこなの?」と彼女の家の周りを叫びながら走り回った。レットは混乱して「猫を探している時間はない!逃げよう!」と言った。スカーレットは呆然と彼を見つめて「違うのよ!猫じゃないの。」そして叫んだ。「ケティ・コラム・オハラ、キャットと呼んでいるの。あなたの娘よ。」驚いてレットはそのいきさつを聞いた。スカーレットはキャットが見つからないことが心配だったが急いで説明した。スカーレットはキャットがキッチンを好きだったことを思い出し、そこでキャットを見つけた。3人はキャットが遊び場として使っていたバリハラの高い塔に登り一晩を明かした。スカーレットはなぜキャットのことを彼に隠していたのかを説明し、彼は理解し、レットとスカーレットはお互いに愛を伝えた。翌朝目覚めて新しい生活がスタートし、アイルランドを離れた。本の最後はキャットの言葉で、塔から降りる際に使う縄梯子について「グラーニャ(カイリャハ)が私にそのままでって言ってたよ」と締めくくられている。
(英語版の小説と日本語版の小説には内容に多少の相違がある)

## 登場人物
スカーレット・オハラ
本編主人公。
レット・バトラー
スカーレット・オハラの夫。スカーレットの元を去る。
アシュレ・ウィルクス
亡きメラニー・ウィルクスの夫。
ヘンリー・ハミルトン
弁護士。スカーレットの伯父にあたる。
アン・ハンプトン
チャールストンの名家の娘。のちにレットの妻となるが産褥で亡くなる。
ケティ・コラム・オハラ
スカーレットとレットの娘。愛称は“キャット”。
ローズマリー・バトラー
オールドミスのレットの妹。スカーレットと仲が悪い。
ジョン・モーランド
准男爵。スカーレットの友人。
リューク・フェントン
イギリス人。伯爵。スカーレットの婚約者となる。
チャールズ・ラグランド
イギリス人。軍人。スカーレットを愛する。
レディ・ソフィア・ダドリー
社交界の花形。
ミセス・フィッツパトリック
スカーレットのアイルランドにある館で、女中頭を務める。
ミセス・モンタギュー
スカーレットのアイルランドにある館で、執事を務める。
ハリエット・スチュアート
スカーレットの娘の家庭教師。
ビリー
ハリエット・スチュアートの息子。
コラム・オハラ
神父。スカーレットのいとこ。
ジョン・デヴォイ
コラム・オハラの仲間で、フェニアン団の一員。
グラーニャ
森の賢者。

## 評価
『スカーレット』は、商業的には大きな成功を収めたが、作品自体に対しては厳しい批判が向けられた。USAトゥディは、「単に出来が悪いだけではない。まったくひどいもの」とし、「ある研究者は、これは二流のロマンスで、たまたま登場人物の名前が同じだけと言っている」と酷評した。ニューヨーク・タイムズは「まるで盛り上がりを欠く」と報じ、ワシントンポストは「『風と共に去りぬ』は小説だったが、『スカーレット』は製品だった」と最低の評価を下した。ポストの書評では、「アレクサンドラ・リプリーは、作品の舞台を黒人のいないアイルランドに移すことで、人種差別の問題から逃げた。タラやアトランタを舞台にしなかったことで、マーガレット・ミッチェルと比較されることから逃避した」と厳しく指摘した。サンフランシスコ・クロニクルでは好評だったが、軒並み評判は良くなかった。
もともと続編の企画自体に反対する空気も根強かったことも背景にあった。アトランタでは「続編をけっして読まない」クラブが結成されていたし、「ミッチェルの相続人は、『風と共に去りぬ』の著作権が切れる前に、自分たちの利益のために続編を書かせたのだ」という憶測さえ流されていた。
こうしたアメリカでの状況は日本でも報じられた。翻訳家の石川幸代は、(1)登場人物のキャラクターをよく生かしている前半に比べて後半は全く別の物語になってしまっている、(2)展開に偶然が多い、(3)『風と共に去りぬ』の特徴であった主要な登場人物の対比がみられない、と欠点を指摘しつつも、「最悪」という評価には疑問を呈し、『風と共に去りぬ』と切り離して考えるのであれば、『スカーレット』は十分上出来な「ロマンス小説」であるとしている。そして、『風と共に去りぬ』の続編ではなく普通の本として世に出されていたならばこれほど叩かれることはなかっただろうとし、自身の作家としての名声が地に堕ちてしまうかもしれない危険を冒したアレクサンドラ・リプリーの勇気に敬意を表した。

## 日本語版の出版
『スカーレット』の日本語版は、原作より約1年経た1992年11月に新潮社で出版された。なお1994年11〜12月には新潮文庫全4巻で再刊されたが、21世紀に入り両方とも版元品切である。
翻訳担当者は作家・森瑤子で、マーガレット・ミッチェルの『風と共に去りぬ』の大ファンであり、続編を書くのが夢だったこともあり、新潮社（自身の作品も出版している）に自ら志願した。日本語版の「訳者あとがき」で、志願の最大の理由は、新聞か雑誌で読んだインタビュー記事に載っていた、アレクサンドラ・リプリーの「スカーレットは好きではない」という発言に怒りを感じたためだったと記している。
森瑤子は早速翻訳作業にとりかかったが、『風と共に去りぬ』との関係で翻訳上の壁に突き当たった。他の登場人物や作家としての見方など、様々な視点で書かれている『風と共に去りぬ』とは対照的に、『スカーレット』がスカーレットの視点のみで書かれていて、平坦であったためである。また、物語自体もスカーレットの周辺のみにとどまり、レット・バトラー側のドラマが書き込まれていなかった。翻訳者として原作に無い場面を勝手に加えることはできないが、『風と共に去りぬ』の読者の期待を裏切ることもできない、とジレンマに陥ったが、原作者ミッチェルならどうするかを常に念頭に置くことに活路を見出し、『スカーレット』が『風と共に去りぬ』の続編として書かれている以上、そのような姿勢で翻訳にあたるのは間違っているとはいえないと思うに至って、ついに日本語版を完成させた。彼女は、結果として異訳とか超訳などと呼ばれるかもしれないが、自分にとっては唯一の良心的な翻訳であったと述べている。
なお猿谷要（アメリカ史研究者、東京女子大名誉教授）は、原文と森瑤子の訳文を照合し、異なる点が多いことを確認している。彼は、些細な部分があちらこちらで削られ、それ以上に書き加えられた部分も多いので、翻訳の範囲を超えるものではないかと疑問を呈したが、森瑤子が作家として少しでも『風と共に去りぬ』を続編に反映させようとした思いは認めている。また、訳文はリズムカルで読みやすく、「他の外国での訳とは違って、日本訳は二流作品を訳者が格上げしたと、あるいは評価されるかもしれない」とする一方、翻訳のあり方については論議を呼びそうだと述べた。

## テレビドラマ
小説『スカーレット』の大ヒットを受けて、出版から約1月後の1991年11月3日、早くもテレビドラマ化が決定した。テレビ化の権利は、米CBSテレビなどが800万ドルで獲得した。
制作費は、破格の4,000万ドルに及び、53箇所でロケが敢行された。主役のスカーレット役の選考には、映画『風と共に去りぬ』でデヴィッド・O・セルズニックが使った話題づくりの手法を活用し、世界中から2,000人に上る候補者を集めて審査した。約2年後の1993年11月8日、米CBSテレビは、スカーレット役にイギリスの女優ジョアンヌ・ウォーリー・キルマーを起用すると発表した 。また、レット・バトラー役には、映画『007シリーズ』のジェームズ・ボンド役を演じたこともあるティモシー・ダルトンが起用された。ストーリーは原作とは異なり、ウェード等一部の登場人物が映画でオミットされた為、スカーレットが殺人事件に巻き込まれる内容となっている。
1994年11月13日、全米で放映され、高視聴率を記録した。日本では同年12月19日から22日にかけて午後9時より、NHK衛星第2テレビにて、「BSスペシャル 超・話題海外ドラマシリーズ『スカーレット』」と銘打ち、4夜連続で放映された。

### キャスト
※括弧内は日本語吹替
- スカーレット・オハラ - ジョアンヌ・ウォーリー・キルマー[19]（黒木瞳）
- レット・バトラー - ティモシー・ダルトン（瑳川哲朗）
- アン・ハンプトン - アナベス・ギッシュ（高島雅羅）
- アシュレー・ウィルクス - スティーヴン・コリンズ（川辺久造）
- エレノア・バトラー - ジュリー・ハリス（麻生美代子）
- リチャード・フェントン卿 - ショーン・ビーン（石田太郎）
- ピエール・ロビヤール - ジョン・ギールグッド（千葉耕市）
- ポーリーン・ロビヤール - バーバラ・バリー（公卿敬子）
- ユーラリー・ロビヤール - エリザベス・ウィルソン（沼波輝枝）
- ヘンリー・ハミルトン - ジョージ・グリザード（永井一郎）
- ウィル・ベンテン - レイ・マッキノン（大塚明夫）
- スエレン・オハラ・ベンテン - メリッサ・レオ（さとうあい）
- マミー - エスター・ローレ（片岡富枝）
- ルーリー - サラ・クロウ（亀井芳子）
- パンジー - レイキー・アヨーラ（佐々木優子）
- インディア・ウィルクス - ピッパ・ガード（山田栄子）
- ビッグ・サム - ポール・ウィンフィールド（亀井三郎）
- ベル・ワトリング - アン＝マーグレット（小宮和枝）
- サリー・ブルートン - ジーン・スマート（弥永和子）
- コラム・オハラ神父 - コルム・ミーニイ（菅生隆之）
- メアリー・ボイル - ティナ・ケルガー（土井美加）
- ジョン・モーランド - ブライアン・ベッドフォード（坂口芳貞）

### スタッフ
- 製作総指揮：ロバート・ハルミ・シニア
- 製作・監督：ジョン・アーマン
- 脚本：ウィリアム・ハンリー
- 撮影：トニー・イミ
- 音楽：ジョン・モリス

## 演劇
『スカーレット』は、1996年世界で初めて日本で演劇上演され、1996年2月6日から同年4月26日までの、ほぼ3ヶ月にわたった。演劇版『風と共に去りぬ』の初演（1966年）からちょうど30周年にあたるため、「『風と共に去りぬ』世界初演・帝劇公演30周年記念公演」として東宝が製作し、場所も同じ帝国劇場で上演だった。
主役スカーレット役に大地真央、レット・バトラー役には松平健が起用された。主演の両者は当時夫婦で、結婚後初めての本格的な共演だった。登場俳優は81人、衣装は全部で300着に及び、主役である大地真央は13着ものドレスを早変わりした。衣装担当の宮里あんこは、「衣装でスカーレットの女性としての成長を表した」と語っている。

### スタッフ
- 製作：佐藤勉、宮崎紀夫
- 脚本：堀越真
- 翻訳：香西史子、曽根原美穂
- 演出：中村哮夫
- 音楽：池辺晋一郎
- 振付：謝珠栄
- 装置：川口直次
- 衣装：真野誠二、宮里あんこ
- 照明：吉井澄雄

### キャスト
- スカーレット・オハラ：大地真央
- レット・バトラー：松平健
- アン・ハンプトン：毬藻えり
- エレノア・バトラー：丹阿弥谷津子
- サリー：藤田美保子
- アシュレー・ウィルクス：井上倫宏
- インディア・ウィルクス：紫城いずみ
- ヘンリー・ハミルトン：園田裕久
- ミード博士：仲谷昇
- コラム神父：錦織一清
- ジム（フェニアン団）：田代隆秀
- ペギーン：前田美波里
- キャサリン：永吉京子
- フィッツ夫人：後藤加代
- カイリャハ：大路三千緒
- フェントン伯爵：浜畑賢吉
- チャールズ：藤堂新二
- モーテンド卿：安西正弘
- 牧師：越智則秀